# Matīss Kaža
Matīss Kaža (Estocolmo; 31 de agosto de 1995) es un cineasta sueco-letón. Es conocido sobre todo por coescribir y coproducir la película de animación Flow (2024), que ganó el Oscar a la mejor película de animación, convirtiéndose en el ganador más joven de la categoría con 29 años, superando a Andrew Stanton en una racha de 21 años.
Antes de Flow, fue guionista y director de varios documentales a lo largo de su carrera, como Witch Month (2012) y One Ticket Please (2017).

## Biografía
Kaža nació el 31 de agosto de 1995, hijo del periodista Juris Kaža y del director de cine Una Celma. De doble nacionalidad, se crio principalmente en Riga (Letonia) antes de trasladarse a Estados Unidos, aunque nació en Estocolmo (Suecia).
Estudió y se licenció en Bellas Artes (BFA) en Cine y Televisión en la Universidad de Nueva York, y ha sido becario de dirección en el AFI Conservatory.

## Premios y nominaciones

### Reconocimientos para Matīss Kaža
| Año  | Otorgar                                  | Categoría                   | Película | Resultado |
| ---- | ---------------------------------------- | --------------------------- | -------- | --------- |
| 2024 | Festival Internacional de Cine de Cannes | Un certain regard           | Flow     | Nominada  |
| 2025 | Academy Awards                           | Mejor película de animación | Flow     | Ganadora  |
| 2025 | Premios BAFTA                            | Mejor película de animación | Flow     | Nominada  |
| 2025 | Premios César                            | Mejor película de animación | Flow     | Ganador   |
| 2025 | Premios Globo de Oro                     | Mejor película de animación | Flow     | Ganador   |